# 立入宗康
立入 宗康（たてり むねやす）は、室町時代後期から戦国時代にかけての武士。六角氏の家臣。近江国野洲郡立入城主。

## 略歴
立入氏は本姓藤原平氏で室町幕府奉公奉行人松田氏の一族・松田秀興が立入の地に城を築き立入と称したと伝えられ、宗康は松田秀興の子とされる。
宗康は六角高頼に仕え野洲郡一体の8万石の領主であった。明応9年（1500年）、後土御門天皇の崩御から90日経っても大喪儀を執り行えずにいたところ、宗康が六角高頼に諮り費用を献じたと伝えられる。
後柏原天皇はこの行いに対して感銘を受け、宗康に菊桐（又は十六弁菊花紋）の紋章を授け、また御倉の管理を委ねたとされる。宗康は従五位下加賀守に任じられ、以降立入氏は代々禁裏の御倉を預かり禁裏の現金の出納や米穀・衣服などの保管を司ったと伝えられ、代々勤皇の志高かく、孫・宗継は応仁の乱以降荒んだ御料所の回復や、京都御所の修繕を依頼する密勅を持ち織田信長に上洛を促すなど、他の六角家被官諸氏とは異なる動きを示した。
なお立入氏は、六角氏が家臣・高瀬氏の一族の者に立[因幡守清直と名乗らせ立入城主としたとする説や、松田秀興を飛騨国高山出身とする説もあるが、幕府奉公奉行人として記録が残る松田秀興を立入宗康の父と考えた場合、記録されている年代は見合っている。事実立入家には、松田丹後守および豊前守関連の史料が伝来し、奉行衆松田一族の子孫であると伝わる。なお、嫡子・宗長は、後柏原天皇が即位の大礼を即位後あげられずにいたのに対して三条西實隆と大礼の準備を整えたと伝えられる。